# Beacon Hill (Antarktika)
Der Beacon Hill (englisch für Leuchtfeuerhügel) ist ein kuppelförmiger und eisbedeckter Hügel von 1810 m Höhe im Grahamland im Norden der Antarktischen Halbinsel. Er ragt 4 km nordöstlich des McLeod Hill an der Wasserscheide zwischen dem Northeast-Gletscher und der Bills Gulch nur 120 m über das zentrale Eisplateau hinaus auf.
Eine erste Vermessung erfolgte durch die United States Antarctic Service Expedition (1939–1941). Vermutlich gab es zu dieser Zeit ein namensgebendes Leuchtfeuer auf dem Gipfel des Hügels. Zwischen November und Dezember 1940 unterhielt der United States Antarctic Service südwestlich des Hügels bei 68° 7′ S, 66° 30′ W eine Wetterstation.